# Барцишево
Барцишево (пол. Barciszewo, нім. Bartelsdorf) — село в Польщі, у гміні Бартошиці Бартошицького повіту Вармінсько-Мазурського воєводства.
Населення — 151 особа (2011).

## Демографія
Демографічна структура станом на 31 березня 2011 року:
|          | Загалом | Допрацездатний вік | Працездатний вік | Постпрацездатний вік |
| -------- | ------- | ------------------ | ---------------- | -------------------- |
| Чоловіки | 77      | 11                 | 58               | 8                    |
| Жінки    | 74      | 17                 | 44               | 13                   |
| Разом    | 151     | 28                 | 102              | 21                   |